# スミス・マゲニス症候群
スミス・マゲニス症候群 (すみすまげにすしょうこうぐん、Smith-Magenis syndrome, SMS) は、 (年齢と共に進行する) 独特な顔貌、発達遅延、認知機能障害、行動異常を特徴にもつ遺伝子疾患である。

## 症状
幼児期には摂食困難、成長障害、筋緊張低下、反射減弱、全身の不活発さを示す。昼寝が長引くためか、食事をするために目を覚まさせてもらう必要があるかもしれない。患者の大多数は軽度から中等度の知的障害を示す。顕著な睡眠障害、常同症、不適応行動、自傷行為などの行為は、一般に生後18ヶ月以上になって初めて認められ、成人まで変化し続ける。感覚統合問題も頻繁に認められる。小児および成人には、不注意、活動亢進、頻繁な感情の爆発・癇癪といった不適応行動、注意探知、衝動性、散漫性、不服従、攻撃性、排泄訓練困難が見られる。また自己殴打、自咬、自分の皮膚をつねる、異物を体の開口部に挿入する(polyembolokoilamania)、指の爪や足指爪をはがす (爪甲損傷癖 onychotillomania) などの自傷行為 (self-injurious behavior, SIB) も認められる。常動行動の中でも、痙攣性の上半身圧迫または「自分自身を抱擁すること」は本症候群に密接に関連しているようだ。SMS を持つ人の不適応行動には、特に知能と感情の発育との間に見られる根本的な発達速度の違いが起因しているのかもしれない。